# Otto Petschek

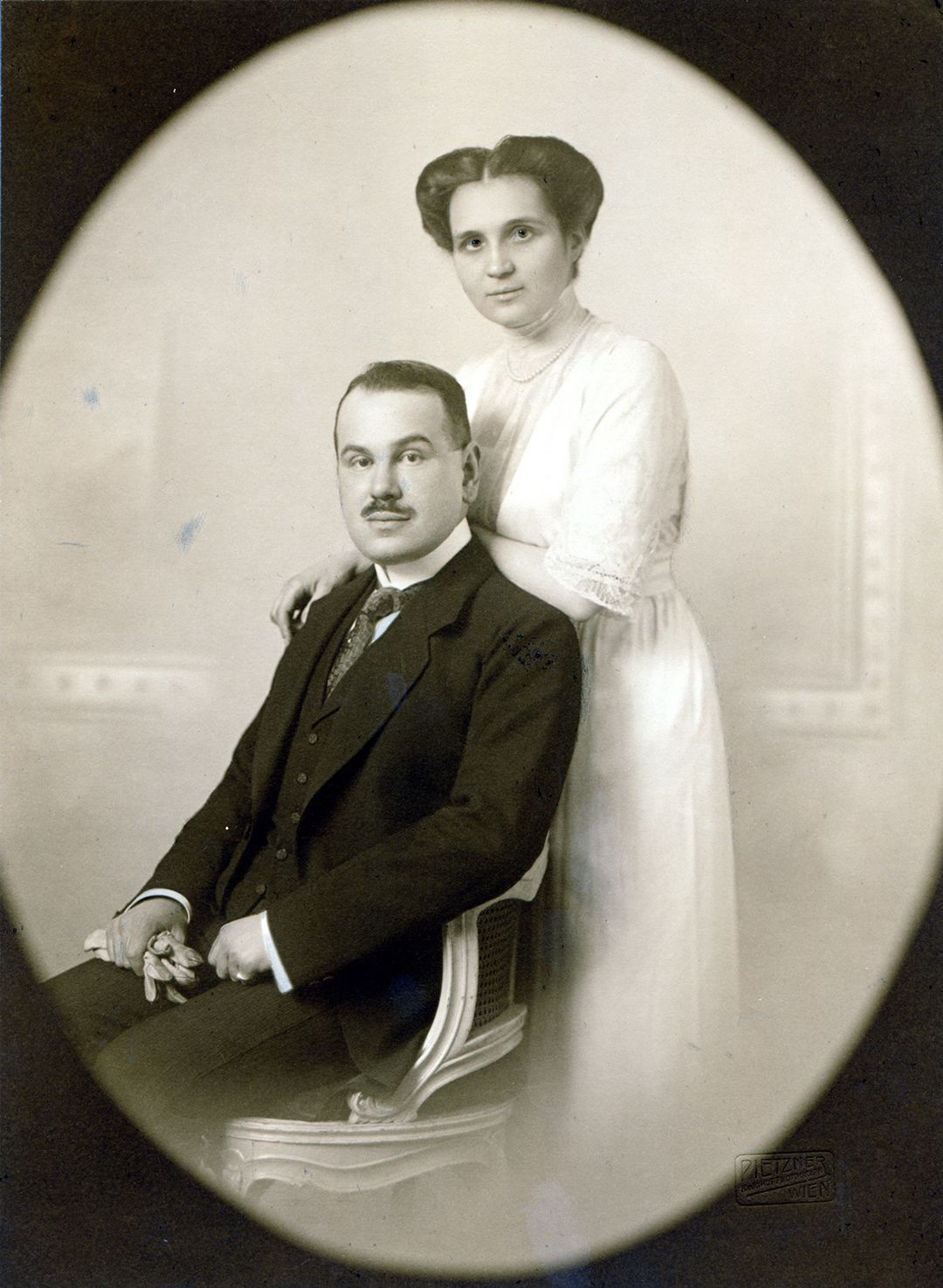
Otto Petschek mit Ehefrau Martha (1913)

Otto Petschek (* 17. Oktober 1882 in Prag, Österreich-Ungarn; † 29. Juni 1934 in Wien) war ein österreichischer, später tschechoslowakischer Bankier und Industrieller. Als erstgeborener Sohn von Isidor Petschek und nachfolgendes Familienoberhaupt vertrat er ab 1919 die Interessen der Prager Petscheks, die zu den reichsten jüdischen Unternehmerdynastien Europas zählten. 
Zwischen 1924 und 1930 ließ er die Villa Otto Petschek erbauen, eine der luxuriösesten Bürgervillen in Prag-Bubentsch, heute Residenz der US-Botschafter in Tschechien. Die Aster amellus 'Dr. Otto Petschek', eine Sortenzüchtung der Berg-Aster, trägt seinen Namen.

## Leben
Otto Petschek war der erstgeborene Sohn (hebr. „bechor“) von Isidor Petschek (1854–1919) und Camilla Petschek, geborene Robitschek (1860–1928). Die Familie war deutschsprachig und pflegte die deutsche Kultur. Er hatte drei Brüder: Paul Petschek (1886–1946), Friedrich Petschek (1890–1940) und Hans Petschek (1895–1968). Sein Großvater war der Geldverleiher Moses Petschek, der die Unternehmerdynastie Petschek begründete. Nach dessen Tod wurde Isidor Petschek das Oberhaupt der Familie. Otto Petschek, von der Familie „Ottolino“ genannt, wuchs in einem sehr vermögenden Elternhaus auf und erhielt eine umfassende, klassische sowie europaweite Bildung.
Die Petscheks waren orthodoxe Juden, wandten sich aber ab Beginn des 20. Jahrhunderts dem liberalen Judentum zu. Sie engagierten sich aktiv in der Jüdischen Gemeinde Prag und zählten zu deren größten finanziellen Förderern. Otto Petschek erhielt täglich Religionsunterricht nebst intensivem Studium der Halacha und Aggada. Sehr früh besaß er einen ausgeprägten Lernwillen sowie eine Neigung zur schöngeistigen Literatur, zur klassischen Musik, aber auch einen Hang zu Extravaganzen. Mit seinen Eltern und Brüdern sowie der Familie seines Onkels Julius Petschek besuchte er regelmäßig die bekanntesten und bedeutendsten Opernhäuser Europas. Dazu zählten bereits im Kindesalter das Neue Deutsche Theater in Prag, die Wiener Staatsoper, die Semperoper in Dresden und die Mailänder Scala. Die klassische Musik entwickelte sich zu seiner ersten Passion. Im Alter von 10 Jahren sah er die Meistersinger und war danach zeit seines Lebens leidenschaftlicher Wagnerianer.
Mit den Worten „Musik ist ein Hobby, aber kein Beruf“ untersagte ihm sein Vater eine musikalische Karriere. Genauso wie Isidor und Julius Petschek studierte er Rechtswissenschaften an der deutschsprachigen Karlsuniversität. Einer seiner Kommilitonen war Franz Kafka. Im Jahr 1909 schloss er sein Studium mit der Promotion zum Dr. jur. ab. Im Anschluss wurde Otto Petschek von seinem Vater für drei Jahre als Hospitant in die Kanzlei von Dr. Julius Popper geschickt, einem Freund der Familie sowie Aufsichtsratsvorsitzender verschiedener Gruben im Falkenauer Revier, Gremiumsmitglied der Advokatenkammer für das Königreich Böhmen und Sekretär der Österreichischen Gesellschaft zur Förderung der chemischen Industrie.
Nach seiner Hospitation erhielt er von seinem Vater und Onkel Julius eine intensive Einarbeitung in die umfangreichen Banken- und Bergbaugeschäfte der Familie. Dazu gehörten auch Einweisungen in die Personalführung und interne Buchhaltung. Noch vor dem Ausbruch des Ersten Weltkriegs wurde ihm die Kontrolle sämtlicher Investitionen übertragen, an denen Isidor und Julius Petschek in Nordböhmen und Österreichisch-Schlesien beteiligt waren. Sein Onkel Julius kümmerte sich fortan überwiegend um die Besitzanteile der Familie in Deutschland. Das Zentrum, wo alle Fäden der Unternehmerfamilie zusammenliefen, blieb die Anwaltskanzlei von Isidor Petschek.
Zu dieser Zeit spaltete sich die Familie in zwei Stammlinien auf: die „Prager Petscheks“, zu denen alle Angehörigen von Isidor und Julius Petschek zählten, und die „Aussiger Petscheks“, zu denen alle Angehörigen von Ignaz Petschek zählten. Da die Prager und Aussiger Petscheks in denselben Geschäftsfeldern tätig waren, standen sie in Konkurrenz und bekämpften sich spätestens ab 1915 erbittert. Selbst zu Beerdigungen von gemeinsamen Familienangehörigen gingen sie, wenn überhaupt, getrennt und sprachen kein Wort miteinander. Otto Petschek pflegte keinerlei Kontakt zu seinem Onkel Ignaz, den er später sogar „Onkel Nazi“ nannte.
Im Jahr 1917 erwarben die Prager Petscheks die Majorität der Brüxer Kohlen-Bergbau-Gesellschaft sowie der Nordböhmischen Kohlenwerke AG und der Montan- und Industrialwerke AG, vorm. J.D. Starck, damals die drei größten Montanunternehmen der Donaumonarchie. Etwa zeitgleich erlangten sie in Deutschland die Aktienmehrheit der Werschen-Weißenfelser Braunkohlen AG und Anhaltischen Kohlenwerke AG, die sich in den Folgejahren als faktisch zusammengehörende Unternehmen zum größten Braunkohlenproduzenten im Mitteldeutschen Revier entwickelten.
Ferner besaßen die Prager Petscheks hohe Aktienanteile an der Anglo-Österreichischen Bank in Wien, was ihnen einen weitreichenden Aktienhandel ermöglichte. Im Jahr 1917 gründeten sie die „Prager Kommerzgesellschaft GmbH“ zur Verwaltung ihrer finanziellen Transaktionen. Bis 1918 zählte die Familie zu den bedeutendsten Finanz- und Industriedynastien der Donaumonarchie. Auch nach der Tschechoslowakischen Unabhängigkeitserklärung blieben die Prager Petscheks sowohl geschäftlich als auch privat eng mit Österreich verbunden. Unter anderem war Otto Petschek seit dem Jahr 1919 Verwaltungsratsmitglied der  Österreichischen Credit-Anstalt für Handel und Gewerbe mit Sitz in Wien, an der die Familie bis Mai 1931 eine hohe Quote am Aktienkapital hielt.
Als erstgeborener Sohn wurde Otto Petschek nach dem Tod seines Vaters, Isidor Petschek am 18. Juni 1919, ranghöchstes Familienoberhaupt der Petscheks. Gemäß der Mosaischen Gesetze hatte er Anspruch auf den Doppelanteil am Erbe des Vaters sowie besondere Vorrechte gegenüber seinen Brüdern, Onkels und Cousins, aber auch Pflichten gegenüber der gesamten Familie. Dazu zählte vor allem, die Einheit der Familie zu erhalten, sowie die Sorge für die verwitwete Mutter und für die unmündigen Kinder. Unter seiner Ägide erreichte der Reichtum der Prager Petscheks den absoluten Höhepunkt.
Onkel Julius überließ dem neuen Familienoberhaupt die Verwaltung des gesamten gemeinsamen Eigentums, inklusive der Leitung des im Jahr 1920 gegründeten Bankhauses Petschek & Co., das zur größten Privatbank in der ersten Tschechoslowakischen Republik prosperierte. Eigner der Bank waren zu je gleichen Anteilen Otto Petschek, seine Brüder Paul, Friedrich und Hans, Julius Petschek und dessen Sohn Walter. Das Bankhaus Petschek & Co. war ein aktiver finanzieller Unterstützer des Neuen Deutschen Theaters in Prag sowie der deutschsprachigen Prager Secession. Ebenso sorgte Otto Petschek dafür, dass das Kunstgewerbemuseum in Prag in den Jahren von 1923 bis 1933 regelmäßig von der Bank hohe Subventionen erhielt. Ferner stand Otto Petschek in engem Kontakt mit dem Komponisten Leo Kestenberg, dem er ebenfalls beachtliche Spenden zukommen ließ.
Historikern zufolge waren Otto Petscheks geschäftliche Aktivitäten von zentraler Bedeutung für die frühe Dynamik der tschechoslowakischen Wirtschaft. Tatsächlich beherrschten die Prager Petscheks den Energiemarkt der ersten Tschechoslowakischen Republik nahezu vollständig. Darüber hinaus kontrollierten die Prager und Aussiger Petscheks bis Anfang der 1930er Jahre zusammengenommen 50 Prozent der europäischen Kohlenerzeugung und 30 Prozent der deutschen Braunkohlenwerke. Östlich der Elbe schwankte ihr Anteil zwischen 66 und 70 Prozent.
Insbesondere in Deutschland standen fast ausschließlich Julius und Ignaz Petschek im Fokus der Öffentlichkeit. Dementsprechend wurden in Deutschland die Prager Petscheks in Abgrenzung zu den Aussiger Petscheks meist als „Julius-Petschek-Gruppe“ oder „Julius-Petschek-Konzern“ bezeichnet. Zwar leitete Julius Petschek in Deutschland die Geschäfte des Prager Familienteils, Patriarch der Prager Petscheks war er jedoch niemals. Sämtliche Fäden über die Investitionen und die Koordination des mitteleuropäischen Besitzes der Prager Petscheks liefen immer in Prag zusammen – und zwar bis zum Jahr 1919 in der Anwaltskanzlei von Isidor Petschek und danach im Bankhaus Petschek & Co., das bis zum Jahr 1934 von Otto Petschek geleitet wurde.
Seinen Reichtum und sozialen Status demonstrierte Otto Petschek mit der von ihm selbst entworfenen und im Jahr 1930 fertiggestellten  Villa Otto Petschek in Prag-Bubentsch. Das Anwesen dient heute als Residenz den US-Botschaftern in Tschechien. Auch die Gestaltung der Grünanlagen im ursprünglich zwei Hektar großen Park der Villa entwarf Otto Petschek größtenteils selbst. Hierfür züchtete die Späth’sche Baumschule in seinem Auftrag unter anderem eine neue Sorte der Berg-Aster, die Aster amellus 'Dr. Otto Petschek'. „Hausarchitekt“ der Petscheks war  Max Spielmann. Otto Petscheks Brüder Friedrich und Hans sowie sein Sohn Viktor bauten in den 1920er Jahren ebenfalls Villen in Bubentsch. Insgesamt hinterließen die Petscheks 13 Villen in Prag.
Während einer Urlaubsreise im Juni 1934 mit seiner Frau in den italienischen Alpen verspürte Otto Petschek einen plötzlich stechenden Schmerz in seinem Oberkörper, er fühlte sich erschöpft, seine Haut wurde feucht und grau, seine Hände begannen zu zittern. Der Hotelarzt verordnete zunächst Opium, womit seine Schmerzen etwas gelindert werden konnten. Sie brachen die Reise ab und fuhren nach Wien zu Dr. Ludwig Popper, einem Cousin von Martha Petschek. Eine Krankenhausbehandlung in Italien oder der Tschechoslowakei kam für Otto Peschek nicht in Frage. In Wien angekommen, verschlechterte sich sein Zustand jedoch dramatisch. Otto Petschek verstarb am 29. Juni 1934 im Alter von 51 Jahren im Allgemeinen Krankenhaus Wien. Die Beerdigung fand am 2. Juli 1934 in Prag statt. Sein Grab befindet sich auf dem Neuen Jüdischen Friedhof in Strašnice.

## Familie
Während seiner Hospitationszeit in der Kanzlei Popper verliebte sich Otto Petschek in die Tochter des Kanzleiinhabers: Martha Popper (1887–1940). Die mehrtägige Chuppa fand im Sommer 1913 statt, mit anschließender Hochzeitsreise nach Italien. Aus der Ehe gingen vier gemeinsame Kinder hervor:
- Viktor Petschek (1914–2005), reguläres Familienoberhaupt der Prager Petscheks ab 1934, heiratete später Miriam Rachel (Mary) Fogelman[23]
- Eva Petschek (1920–2014), ging früh auf ein Internat in England, heiratete den Journalisten Robert B. Goldmann[24]
- Rita Madeleine Petschek (1922–2006), heiratete Alexandre Franz Kafka (1917–2007), Franz Kafkas Cousin 2. Grades[25]
- Ina Louise Petschek (1922–2013), heiratete später Adolf Schlesinger[26]

Nach Otto Petscheks Tod entschieden sich die Prager Petscheks, ihre Geschäfte in Mitteleuropa aufzugeben. Julius Petschek war im Januar 1932 verstorben. Bereits im Oktober 1928 hatte Otto Petscheks Bruder Paul die Vertretung der Familieninteressen in Deutschland übernommen, der in Berlin-Wannsee wohnte und ab Mai 1936 der Familienvertreter in London war. Die Erben von Julius und Otto Petschek bündelten ihre Unternehmen in einer US-amerikanischen Holding, der United Continental Corp. mit Sitz in New York, und verkauften ihre Geschäftsanteile in Deutschland und der Tschechoslowakei. Alle Familienangehörigen der Prager Petscheks zogen zunächst nach London und im September 1938 in die USA. Die Nachfahren von Otto Petschek leben heute in New York und ein Teil in Argentinien.